# AirTrain JFK
AirTrain JFK es un sistema de transporte hectométrico, conocido en inglés como People Mover, de la ciudad de Nueva York. Tiene una longitud de 13 km y conecta al Aeropuerto Internacional John F. Kennedy, a los estacionamientos del aeropuerto (JFK), al metro de la ciudad y los trenes urbanos. Es operado por Bombardier Transportation bajo contrato de la Autoridad Portuaria de Nueva York y Nueva Jersey, la cual opera el aeropuerto y el AirTrain Newark.

## Rutas y estaciones

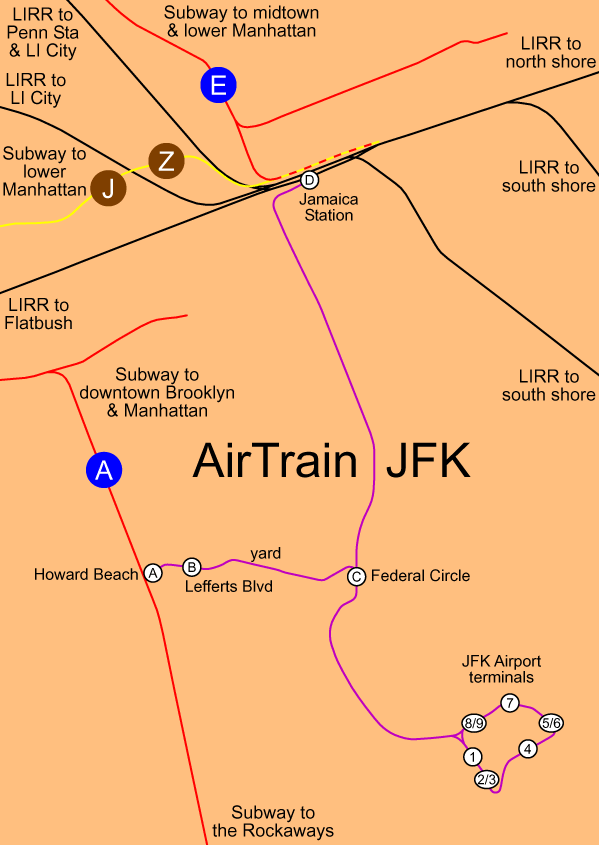
Sistema del AirTrain y el mapa de conexiones.

AirTrain conecta las terminales del aeropuerto y los estacionamientos con el Long Island Rail Road y las líneas del Metro de Nueva York en las estaciones Jamaica y Howard Beach en Queens. El sistema consiste de tres sistemas de sobrepaso:
- La ruta «Howard Beach» termina en la estación del metro Howard Beach-JFK servida por la línea Rockaway (A). Se detiene en Lefferts Boulevard para los autobuses shuttle hacia los estacionamientos A y B, y el estacionamiento de empleados del aeropuerto al igual que el autobús B15 hacia Brooklyn.

- La ruta de la «Estación Jamaica» termina en la estación Jamaica en el Ferrocarril de Long Island, adyacente a la estación del metro Sutphin Boulevard–Archer Avenue-JFK servida por la línea de la Avenida Archer (E J Z). La estación Jamaica y dos estaciones elevadas del metro están conectadas por un ascensor central, permitiendo que los pasajeros puedan transferirse con facilidad.
Antes de separarse de su destino final, ambas rutas se detienen en Federal Circle para empresas de rentas de automóviles y autobuses expresos hacia hoteles y el área de carga de las aerolíneas del aeropuerto. Ambas rutas dan vuelta en cada terminal.

- El anillo de «Todas las Terminales» está en una terminal circulatoria del aeropuerto y sirve a seis estaciones terminales (Terminal 1, Terminales 2 / 3, Terminal 4, Terminales 5 / 6, Terminal 7 y las terminales 8 / 9). Los autobuses operan en las direcciones contrarias, dando vuelta en un anillo.

### Guía de estaciones
| Estación             | Líneas                                                                    | Conexiones |
| -------------------- | ------------------------------------------------------------------------- | --- |
| A Howard Beach       | - Howard Beach Ruta                                                       | - Estacionamiento de término largo C - Metro de Nueva York: (Tren A en la estación Howard Beach–Aeropuerto JFK) - Autobús MTA: Q11 |
| B Lefferts Boulevard | - Howard Beach Ruta                                                       | - Levantamiento de pasajeros - Estacionamientos de término largo A y B |
| C Federal Circle     | - Howard Beach Ruta - Estación Jamaica Ruta                               | - Renta de automóviles - Shuttles para hoteles - Área de cargo |
| D Estación Jamaica   | - Estación Jamaica Ruta                                                   | - Metro de Nueva York: (E y los trenes J/Z en Sutphin Boulevard–Avenida Archer–Aeropuerto JFK) - Ferrocarril de Long Island (en Jamaica LIRR station) - NYCTA Bus y el Bus MTA: Q6', Q8, Q9, Q20A, Q20B, Q24, Q30, Q31, Q34, Q40, Q41, Q43, Q44, Q60 y Q65 |
| 1                    | - Todas las terminales Anillo - Howard Beach Ruta - Estación Jamaica Ruta | - Terminal 1 - Verde estacionamiento |
| 2 / 3                | - Todas las terminales Anillo - Howard Beach Ruta - Estación Jamaica Ruta | - Terminal 2 - Terminal 3 - Verde estacionamiento |
| 4                    | - Todas las terminales Anillo - Howard Beach Ruta - Estación Jamaica Ruta | - Terminal 4 - Azul estacionamiento - NYCTA Bus y los Buses MTA: Q3, Q10 y B15 |
| 5 / 6                | - Todas las terminales Anillo - Howard Beach Ruta - Estación Jamaica Ruta | - Terminal 5 - Terminal 6 - Amarillo estacionamiento (actualmente cerrada debido a una construcción a octubre de 2008) |
| 7                    | - Todas las terminales Anillo - Howard Beach Ruta - Estación Jamaica Ruta | - Terminal 7 - Naranja estacionamiento |
| 8                    | - Todas las terminales Anillo - Howard Beach Ruta - Estación Jamaica Ruta | - Terminal 8 - Rojo estacionamiento |